# 釣り百景
『釣り百景』(つりひゃっけい)は、2013年10月3日からBS-TBSで放送されている釣り番組。

## 内容
テレビ東京系で放送されていたシマノ筆頭提供番組「釣り・ロマンを求めて」の後継番組。釣り以外に、対象魚の生態、釣り機材の解説、釣りに訪れた土地の観光施設や名所の紹介などのパートがある。

## 放送リスト
| 2013年 | 2013年   | 2013年                                                           | 2013年                  | 2013年                                | 2013年 |
| 回     | 放送日   | サブタイトル                                                     | 釣り場所                | 釣り人                                |        |
| ------ | -------- | ---------------------------------------------------------------- | ----------------------- | ------------------------------------- | ------ |
| 1      | 10月3日  | 南海の巨大魚を追うⅠ                                              | 鹿児島県奄美大島        | パンツェッタ・ジローラモ              |        |
| 2      | 10月10日 | 南海の巨大魚を追うⅡ                                              | 鹿児島県奄美大島        | パンツェッタ・ジローラモ              |        |
| 3      | 10月17日 | 俳優田中要次 北海道でオショロコマに出会う                        | 北海道石狩川            | 田中要次                              |        |
| 4      | 10月24日 | エサ取り名人カワハギと真剣勝負                                   | 千葉県房総半島          | 中島文恵                              |        |
| 5      | 10月31日 | 格闘家武蔵 スロージギングで高級魚と迫力ファイト！                | 山口県萩市              | 武蔵                                  |        |
| 6      | 11月7日  | 日本最古のゲームフィッシング ヘラブナ釣りに挑む！                | 群馬県鮎川湖            | 松木安太郎                            |        |
| 7      | 11月14日 | 紅葉鮮やかな北海道でフライを振る！                               | 北海道釧路川            | 里見栄正                              |        |
| 8      | 11月21日 | 総移動距離1000km以上 1匹の魚を追い求めた九州7日間の激闘          | 九州地方                | 辺見哲也、松岡豪之                    |        |
| 9      | 11月28日 | 泳がせ釣りで大興奮！沖縄県石垣島で豪快ファイト                   | 沖縄県石垣島            | 武蔵                                  |        |
| 10     | 12月5日  | 釣り人だけが出会える絶景！愛媛県宇和海の磯釣り                   | 愛媛県宇和海            | 前川泰之                              |        |
| 11     | 12月12日 | 瀬戸内・魅惑の島で今流行のアジングとエギングを楽しむ             | 山口県平郡島・周防大島  | 新保明弘、丹波善嗣 苗木展雄、阪本智子 |        |
| 12     | 12月19日 | 釣り方いろいろ 高級魚ヒラメの魅力                                | 千葉県外房 静岡県遠州灘 | 鈴木新太郎、堀田光哉                  |        |
| 13     | 12月26日 | 広大なフィールドに自分のスタイルを追及するバスフィッシングの世界 |                         | 田辺哲男                              |        |

| 2014年 | 2014年   | 2014年                                                                                    | 2014年                               | 2014年                                | 2014年 |
| 回     | 放送日   | サブタイトル                                                                              | 釣り場所                             | 釣り人                                |        |
| ------ | -------- | ----------------------------------------------------------------------------------------- | ------------------------------------ | ------------------------------------- | ------ |
| 14     | 1月2日   | オーストラリア大自然釣行 釣り人の憧れジャイアントトレバリーと神秘の魚バラマンディを追う！ | オーストラリア・グレートバリアリーフ | 村田基                                |        |
| 15     | 1月9日   | 長崎県五島列島・福江島 潮流の恩恵で磯釣りを楽しむ                                         | 長崎県五島列島・福江島               | 照英                                  |        |
| 16     | 1月16日  | 様々な場所で楽しめるシーバス 港湾・磯・河川で狙う！                                       |                                      | 辺見哲也、鈴木斉、嶋田仁正            |        |
| 17     | 1月23日  | 釣って楽しい！食べて美味しい！冬の湖の風物詩・ワカサギ                                    | 長野県野尻湖 山梨県精進湖            | 井上聡                                |        |
| 18     | 1月30日  | 荒磯に潜むファイター！ヒラスズキを追う!!                                                  | 長崎県上五島町                       | 辺見哲也                              |        |
| 19     | 2月6日   | 手軽に楽しめるビッグトラウト！エリアフィッシングの魅力                                    |                                      | 村田基、英里子                        |        |
| 20     | 2月13日  | 四国に残る清流仁淀川 美しき姿の鮎に出会う                                                 | 仁淀川                               | 島啓悟、坂本禎                        |        |
| 21     | 2月20日  | 神奈川県相模湾 船から狙う！ヤリイカ・オニカサゴ                                           | 神奈川県相模湾                       | 松木安太郎                            |        |
| 22     | 2月27日  | 外房でジギング・キャスティング 青物を狙い豪快ファイト！                                   | 千葉県外房                           | 前川泰之、鈴木斉                      |        |
| 23     | 3月6日   | 長崎県対馬の磯釣り・絶景の島に磯魚を求めて                                                | 長崎県対馬                           | 清木場俊介、田中修司                  |        |
| 24     | 3月13日  | 釣ってよし！食べてよし！マルイカと船上の駆け引き                                          | 神奈川県相模湾                       | 渡部陽一                              |        |
| 25     | 3月20日  | 長野県・犀川にひそむ大物 本流ニジマスを追う！                                             | 長野県犀川                           | 林家彦いち、井上聡                    |        |
| 26     | 3月27日  | 伝統釣法の進化・一つテンヤでマダイと遊ぶ                                                  | 千葉県外房                           | 前川泰之                              |        |
| 27     | 4月3日   | 身近な好敵手！銀鱗の野武士クロダイを攻略する                                              | 山口県周防大島沖 広島市              | 大知昭、嶋田仁正                      |        |
| 28     | 4月10日  | 屋久島の海に幻の魚クチジロを追う                                                          | 鹿児島県屋久島                       | 内藤大助、橋本陽一郎                  |        |
| 29     | 4月17日  | 春色に輝く大型マダイを求めて                                                              | 静岡県御前崎                         | 松木安太郎、永井裕策                  |        |
| 30     | 4月24日  | 早春の北海道で爽快投げ釣り！良型のカレイを堪能                                            | 北海道                               | 小倉隆史                              |        |
| 31     | 5月1日   | 大分県別府湾 大型回遊魚ブリをジギングで狙う！                                             | 大分県別府湾                         | 魔裟斗、松岡豪之                      |        |
| 32     | 5月8日   | 南の楽園 石垣島に夢の大物を求めて！                                                       | 沖縄県石垣島                         | 武蔵、高橋哲也                        |        |
| 33     | 5月15日  | 東京湾今昔 最先端の船釣りフィールドでキス・アジ                                           | 東京湾                               | 飯田純男、石川文菜 松本圭一、阪本智子 |        |
| 34     | 5月22日  | サーフゲームで北海道・道南の春を愉しむ                                                    | 北海道                               | 堀田光哉                              |        |
| 35     | 5月29日  | 釣りの楽園ニュージーランド 磯の大物スプリンターに挑む（前編）                             | ニュージーランド                     | 武蔵、高橋哲也                        |        |
| 36     | 6月5日   | 釣りの楽園ニュージーランド 磯の大物スプリンターに挑む（後編）                             | ニュージーランド                     | 武蔵、高橋哲也                        |        |
| 37     | 6月12日  | 鮎の友釣りシーズン開幕！解禁直後の有田川＆矢作川を名手が攻める                            | 和歌山県有田川 愛知県矢作川          | 小澤剛、小澤聡、宮井孝和              |        |
| 38     | 6月19日  | 目覚めよ！北の大地＆ミノーイングで追うネイティブトラウド                                  | 北海道旭川市                         | 前川泰之、斎藤学                      |        |
| 39     | 6月26日  | 乗っ込み終盤九州のクロダイ 筏＆落とし込みで良型を狙う                                     | 大分県佐伯市                         | 山本太郎、英里子                      |        |
| 40     | 7月3日   | 伝統釣法タイラバで津軽半島の真鯛を狙う                                                    | 青森県津軽半島                       | 小倉隆史、佐々木洋三                  |        |
| 41     | 7月10日  | 国境の島・対馬でショアキャスティングゲームに挑戦！                                        | 長崎県対馬                           | 魔裟斗、松岡豪之                      |        |
| 42     | 7月17日  | トップバサーの真剣勝負！ビッグバスワンマッチ                                              | 高知県早明浦ダム 茨城県霞ヶ浦水系    | 伊豫部健、山木一人                    |        |
| 43     | 7月24日  | 南九州投げ釣りの旅 砂浜の女王・シロギスを堪能する                                         | 南九州                               | 渡部陽一                              |        |
| 44     | 7月31日  | 九州平戸・伊万里発 エギングで狙う！アオリイカ三昧                                         | 長崎県平戸市 佐賀県伊万里市          | 苗木展雄、富所潤、桃瀬美咲            |        |
| 45     | 8月7日   | 北の海でまだ見ぬ魚たちに出会う アラスカ州コディアック島釣行記                             | アメリカ・アラスカ州コディアック島   | 照英、高橋哲也                        |        |
| 46     | 8月14日  | 高級魚乱舞！スリリングな駆け引きを楽しむライトジギング                                    | 茨城県神栖市波崎                     | 武蔵、鈴木斉                          |        |
| 47     | 8月21日  | バスフィッシングにはまる大人たち                                                          | 愛媛県柳瀬ダム 大阪府淀川            | 加藤誠司、秦拓馬                      |        |
| 48     | 8月28日  | 奄美大島の海に夢の魚を求めて・清木場俊介の挑戦                                            | 鹿児島県奄美大島                     | 清木場俊介、福井健三郎                |        |
| 49     | 9月4日   | 北海道渓流大物！ニジマス・スチールヘッドに出会う                                          | 北海道天塩川・湧別川                 | 細山長司                              |        |
| 50     | 9月11日  | 日本古来の文化 ヘラブナ釣りを楽しむ！                                                     | 静岡県早霧湖                         | 林家彦いち、小山圭造                  |        |
| 51     | 9月18日  | エサ盗り名人・カワハギを攻略する！                                                        |                                      | 前川泰之                              |        |
| 52     | 9月25日  | 大海原へキャスト！ライトショアゲームで静岡の海を堪能                                      | 静岡県                               | 堀田光哉、英里子                      |        |
| 53     | 10月2日  | 目指すはドラゴン級！大阪湾、東京湾で船からタチウオを狙う                                  | 大阪湾 東京湾                        | 渡部陽一、飯田純男、阪本智子          |        |
| 54     | 10月9日  | 釣って食して相模湾 熱海伊豆山沖で高級五目釣り！                                           | 静岡県伊豆山沖                       | 田崎真也、保土田剛                    |        |
| 55     | 10月16日 | 手軽に気軽に楽しもう！電車で行く沖釣り                                                    | 東京湾                               | 飯田純男、桃瀬美咲                    |        |
| 56     | 10月23日 | 釣り人の楽園・佐渡島 アジング・エギングで島を一周                                         | 新潟県佐渡島                         | 新保明弘、阪本智子                    |        |
| 57     | 10月30日 | 東西の魚の楽園でシーバスを狙う                                                            | 東京湾・盤州干潟 山口県岩国市        | 辺見哲也、嶋田仁正                    |        |
| 58     | 11月6日  | 磯釣りの憧れ 隠岐の島釣行 グレ・磯魚を狙う！                                              | 島根県隠岐の島                       | 平和卓也、前川泰之                    |        |
| 59     | 11月13日 | 原点回帰”一つテンヤ釣法”で夢の大型真鯛を狙う                                              | 福岡県北九州市                       | 田辺哲男                              |        |
| 60     | 11月20日 | 九州北部・志布志湾で他魚種ジギングゲーム                                                  | 志布志湾                             | 武蔵、松岡豪之                        |        |
| 61     | 11月27日 | 夢を実現するために アメリカバストーナメントへの挑戦                                       |                                      | 伊豫部健                              |        |
| 62     | 12月4日  | 玄界灘育ちの人気釣法・落し込み釣り 食物連鎖に大興奮の迫力ファイト！                       | 福岡県玄界灘                         | 照英、高橋哲也                        |        |
| 63     | 12月11日 | 北茨城でのサーフゲーム ショアから狙う高級魚・ヒラメ！                                     | 茨城県北茨城市                       | 堀田光哉、阪本智子                    |        |
| 64     | 12月18日 | 水中最速のスピードスター マレーシアのセルフィッシュを追う！                               | マレーシア・クアラロンピン           | 村田基                                |        |
| 65     | 12月25日 | 黒潮流れる土佐の海にグレを求めて                                                          | 高知県足摺岬                         | 武蔵、森井陽                          |        |

| 2015年 | 2015年   | 2015年                                                              | 2015年                     | 2015年                         | 2015年 |
| 回     | 放送日   | サブタイトル                                                        | 釣り場所                   | 釣り人                         |        |
| ------ | -------- | ------------------------------------------------------------------- | -------------------------- | ------------------------------ | ------ |
| 66     | 1月8日   | 狙うのは大海に棲む大型魚たち 宮古島・神秘の海                       | 沖縄県宮古島               | 高橋哲也                       |        |
| 67     | 1月15日  | ショアエギングで狙え！黒潮が育むアオリイカ                          | 高知県                     | 魔裟斗、笛木展雄               |        |
| 84     | 5月14日  | 豊かな海に感謝！仙台湾にカレイを求めて                              | 宮城県仙台湾               | 飯田純男、冨士木耶奈、針生秀一 |        |
| 85     | 5月21日  | 北海道・釧路川 アメマスをカヌーから狙う！                           | 北海道釧路川               | 村田基                         |        |
| 90     | 6月25日  | 100年の歴史を持つ鯛ラバ釣法 山口県・響灘に大型真鯛を狙う            | 山口県響灘                 | 佐々木洋三、庄山英伸           |        |
| 96     | 8月6日   | カヤックフィッシングで夏の冒険 慶良間諸島・座間味島を釣る！         | 沖縄県慶良間諸島・座間味島 | 高橋哲也、与那城守幸           |        |
| 107    | 10月22日 | 瀬戸内海・広島沖 鯛ラバで狙う百魚の王・真鯛！                       | 瀬戸内海安芸灘・伊予灘     | 佐々木洋三、赤澤康弘           |        |
| 111    | 11月19日 | テンヤ・コマセ・泳がせでエサ釣り三昧 沖縄県名護沖で迫力のファイト！ | 沖縄県名護沖               | 高橋哲也                       |        |
| 113    | 12月3日  | 青森県陸奥湾に浮かぶ夢の鯛島へ 新提案マダイゲーム                   | 青森県陸奥湾               | 田辺哲男                       |        |
| 115    | 12月17日 | 至極のターゲット 津軽海峡のクロマグロに挑む                         | 青森県津軽海峡             | 松岡豪之                       |        |

| 2016年 | 2016年   | 2016年                                                                 | 2016年              | 2016年               | 2016年 |
| 回     | 放送日   | サブタイトル                                                           | 釣り場所            | 釣り人               |        |
| ------ | -------- | ---------------------------------------------------------------------- | ------------------- | -------------------- | ------ |
| 118    | 1月14日  | 名手が出会う新たな世界 北海道の良型鮎                                  | 北海道              | 島啓悟               |        |
| 126    | 3月10日  | 魚種の宝庫日本海を、スロー系ジギングで堪能する！                       | 山口県萩市          | 山本哲人、阪本智子   |        |
| 128    | 3月24日  | 国境を越えてつながる釣り交遊 台湾の離島で磯釣り                        | 台湾・東引島&緑島   | 高橋哲也、田島司     |        |
| 130    | 4月7日   | 渓春の東北・岩手の戻りし美しき渓魚と戯れる                             | 岩手県気仙川        | 沓澤伸、前川泰之     |        |
| 133    | 5月5日   | No.1のバスフィッシャーマンを夢見て アメリカトーナメントへの挑戦        |                     | 伊豫部健             |        |
| 135    | 5月19日  | 日本屈指のチヌの海・瀬戸内海 のっこみ走りのクロダイを狙う！            | 瀬戸内海            | 大知昭               |        |
| 138    | 6月9日   | 無限の可能性を秘めた磯を自由な発想で楽しみ尽くす                       | 愛媛県宇和海        | 平和卓也、阪本智子   |        |
| 139    | 6月16日  | 神話の夢舞台・出雲国大社沖で大型マダイを狙う！                         | 島根県大社沖        | 佐々木洋三、赤澤康弘 |        |
| 140    | 6月23日  | ショアジギングで山形・新潟のサーフに回遊魚を追う                       | 日本海              | 細田光哉             |        |
| 141    | 6月30日  | 進化する独自のスタイル ビッグバスへのあくなき挑戦                      | 四国地方            | 奥田学               |        |
| 144    | 7月21日  | スポーティにキャスティング！秋田県のサーフで投げ釣り・良型キスを求めて | 秋田県              | 照英、日置淳         |        |
| 152    | 9月15日  | 奥ゆかしきフライフィッシングの世界 福島県奥会津で美しき渓魚と出会う    | 福島県奥会津        | 里見栄正             |        |
| 158    | 10月27日 | 進化する日本の伝統漁具 瀬戸内海と大阪湾で鯛ラバ&タチウオに興奮！       | 瀬戸内海 大阪湾     | 赤澤康弘             |        |
| 159    | 11月3日  | 雄物川から日本海へ 秋田のシーバスを追う！                              | 秋田県雄物川 日本海 | 辺見哲也             |        |
| 163    | 12月1日  | 南海の大物とスタンディングファイト！沖縄で泳がせ釣りに挑戦             | 沖縄県沖縄本島      | 阪本智子、高橋哲也   |        |

| 2017年 | 2017年   | 2017年                                                            | 2017年                                         | 2017年               | 2017年 |
| 回     | 放送日   | サブタイトル                                                      | 釣り場所                                       | 釣り人               |        |
| ------ | -------- | ----------------------------------------------------------------- | ---------------------------------------------- | -------------------- | ------ |
| 172    | 2月2日   | 四国三郎・吉野川の良型鮎と出会う                                  | 吉野川                                         | 坂本禎               |        |
| 173    | 2月9日   | 厳寒期の寒チヌ攻略！チヌ釣り名手と生物学者が周防大島の磯で競演    | 山口県周防大島                                 | 大知昭、海野徹也     |        |
| 174    | 2月16日  | ゲームフィッシングの聖地 原点のフロリダ釣行PART1                  | アメリカ・フロリダ州                           | 村田基               |        |
| 175    | 2月23日  | ゲームフィッシングの聖地 原点のフロリダ釣行PART2                  | アメリカ・フロリダ州                           | 村田基               |        |
| 176    | 3月2日   | 南海のモンスター・ギガタチウオ！規格外の巨体に驚愕！              | 沖縄県琉球諸島                                 | 高橋哲也、田島司     |        |
| 180    | 3月30日  | 接近戦の真剣勝負！筏釣りで南紀の年無しチヌを狙え                  | 和歌山県白浜町                                 | 山本太郎             |        |
| 188    | 5月25日  | 南太平洋のパラダイス・フィジー釣行紀 GTゲームの新たなチャレンジ！ | フィジー・バヌアレブ島                         | 福井健三郎           |        |
| 189    | 6月1日   | 進化する多様性 奥深きバスフィッシング                             | 高知県さめうら湖                               | 山木一人、奥田学     |        |
| 190    | 6月8日   | 夢を追う春の東北路 へら師の憧れ巨べらを求めて！                   |                                                | 伊藤さとし、荻野孝之 |        |
| 191    | 6月15日  | 東北にサクラマスの夢 花開く                                       |                                                | 辺見哲也             |        |
| 197    | 8月3日   | 夏休みは大人も子供も原点の釣りを楽しもう！                        | 沖縄県石垣島                                   | 高橋哲也             |        |
| 199    | 8月17日  | 王の凱旋 パタゴニア・グレイシャーキング                           | パタゴニア・カテリーナ川                       | 沖山朝俊             |        |
| 200    | 8月24日  | 大型キハダ捕獲！久米島遠征2日間の記録                             | 沖縄県久米島                                   | 高橋哲也             |        |
| 203    | 9月14日  | マサチューセッツ湾のソルトルアーゲーム ストライパ―                | アメリカ・マサチューセッツ州マサチューセッツ湾 | 泉裕文               |        |
| 207    | 10月12日 | 遂に出た！憧れのクロマグロ 青森県で究極のスタンディングファイト   | 青森県                                         | 松岡豪之、鈴木斉     |        |
| 215    | 12月7日  | 台湾で延べ竿勝負！淡水&海水の釣り堀で大物釣り                     | 台湾                                           | 高橋哲也             |        |

| 2018年 | 2018年   | 2018年                                                               | 2018年                                   | 2018年                                    | 2018年 |
| 回     | 放送日   | サブタイトル                                                         | 釣り場所                                 | 釣り人                                    |        |
| ------ | -------- | -------------------------------------------------------------------- | ---------------------------------------- | ----------------------------------------- | ------ |
| 219    | 1月4日   | オーストラリア 村田基が巨大カジキを釣る                              | オーストラリア・ケアンズ沖               | 村田基                                    |        |
| 222    | 1月25日  | 四国大鮎釣行！心許せる名手二人が四万十川に挑む                       | 高知県四万十川                           | 小澤剛、坂本禎                            |        |
| 223    | 2月1日   | ロックフィッシュゲームの聖地・三陸海岸 大型のアイナメを狙い撃て！    | 三陸海岸                                 | 折本隆由                                  |        |
| 224    | 2月8日   | 東北随一の磯釣り道場 秋田県男鹿半島の磯を楽しむ                      | 秋田県男鹿半島                           | 平和卓也、佐々木清治                      |        |
| 225    | 2月15日  | 鯛ラバが煌めき誘うニュージーランドの大鯛                             | ニュージーランド・ベイ・オブ・アイランズ | 鈴木斉                                    |        |
| 226    | 2月22日  | 名手の原点ここにあり 高知県土佐清水市で寒グレ釣り                    | 高知県土佐清水市                         | 平和卓也                                  |        |
| 227    | 3月1日   | 瀬戸内海にアングラー集結！秋のイイダコ&鯛ラバ                        | 香川県高松市                             | 赤澤康弘、山本啓人 湯川マサタカ、山木一人 |        |
| 230    | 3月22日  | ルアーフィッシングの魅力 村田基の原点を探る                          |                                          | 村田基、利水翔                            |        |
| 235    | 5月3日   | 沖縄ボートエギング 巨大アオリイカとの迫力ファイト                    | 沖縄県                                   | 富所潤                                    |        |
| 238    | 5月24日  | 春のヒラマサはトップで豪快バイト！山口県でキャスティング＆ジギング   | 山口県響灘                               | 松岡豪之、力武智史                        |        |
| 241    | 6月14日  | 狙え！夢の座布団カレイ 北海道・函館                                  | 北海道函館市                             | 日置淳、草野満                            |        |
| 244    | 7月5日   | キャスティングの秘訣に迫る！日本海でライトショアジギング             | 日本海                                   | 辺見哲也、吉田弥                          |        |
| 245    | 7月12日  | ビッグベイト発祥の地 カリフォルニア・ビッグバス                      | アメリカ・カリフォルニア州               | 奥田学                                    |        |
| 249    | 8月9日   | レッド吉田&佐々木健介のドライブ釣行 渓流の至宝「尺上イワナ」に挑む！ | 秋田県米代川                             | レッド吉田、佐々木健介、井上聡            |        |
| 252    | 8月30日  | 投げ釣りの楽園 沖縄県・伊是名島                                      | 沖縄県伊是名島                           | 山田純大、日置淳                          |        |
| 258    | 10月11日 | 瀬戸内海女子旅 初めてのマダイをもとめて                              | 愛媛県松山市                             | 松元絵里花、山口美咲、赤澤康弘            |        |
| 259    | 10月18日 | 渓流の宝石と戯れる 北海道でフライフィッシング                        | 北海道釧路川                             | 里見栄正、岡田美里                        |        |
| 263    | 11月15日 | 人気沸騰！仙台湾の一つテンヤマダイ                                   | 宮城県仙台湾                             | 田辺哲男、折本隆由                        |        |
| 264    | 11月22日 | 人気のロックフィッシュゲーム 黒潮あたる高知県の磯を攻める！          | 高知県南西部                             | 折本隆由                                  |        |
| 265    | 11月29日 | 仙台湾の広大なサーフに1枚のヒラメを探し求める                        | 宮城県仙台湾                             | 堀田光哉、加藤るみ                        |        |
| 266    | 12月6日  | 紅葉の桧原湖でワカサギ釣り ドーム船での初挑戦                        | 福島県桧原湖                             | 松元絵里花、松田克久                      |        |

| 2019年 | 2019年   | 2019年                                                                   | 2019年                          | 2019年                                      | 2019年 |
| 回     | 放送日   | サブタイトル                                                             | 釣り場所                        | 釣り人                                      |        |
| ------ | -------- | ------------------------------------------------------------------------ | ------------------------------- | ------------------------------------------- | ------ |
| 270    | 1月10日  | 冬の東京湾でコマセ釣り マダイが新春を華やかに飾る                        | 東京湾                          | 松本圭一                                    |        |
| 271    | 1月17日  | 鯛ラバを楽しもう！ビギナーから名手まで夢中にさせるマダイ                 | 香川県瀬戸内海                  | 富所潤、松元絵里花                          |        |
| 272    | 1月24日  | 球磨川に大鮎を求めて                                                     | 熊本県球磨川                    | 島啓悟、坂本禎                              |        |
| 273    | 1月31日  | 釣りがつなぐ友情 対馬海域のジギング                                      | 長崎県対馬                      | 山本哲人                                    |        |
| 274    | 2月7日   | 対馬ロックショアゲーム 大型回遊魚を捕獲せよ！                            | 長崎県対馬                      | 松岡豪之、鈴木斉                            |        |
| 275    | 2月14日  | 食味も抜群の高級魚！冬の小田原沖でアマダイを狙う                         | 神奈川県小田原沖                | 滝沢沙織、松本圭一                          |        |
| 276    | 2月21日  | 大型オナガクレとの真っ向勝負！                                           | 高知県沖の島                    | 平和卓也                                    |        |
| 277    | 2月28日  | 大型の宝庫！沖縄県那覇沖のディップエギング                               | 沖縄県那覇沖                    | 富所潤、彼方茜香                            |        |
| 278    | 3月7日   | 千葉県外房のライトヒラメ 釣って！食べて！旬を満喫                        | 千葉県いすみ市                  | 鈴木新太郎、松元絵里花                      |        |
| 279    | 3月14日  | フリースタイルフィッシング 沖縄県石垣島のリーフゲーム                    | 沖縄県石垣島                    | 村田基                                      |        |
| 280    | 3月21日  | 瀬戸内海の磯で寒チヌを攻略！                                             | 広島県芸予諸島 岡山県玉野市宇野 | 吉田賢一郎、内海通人                        |        |
| 281    | 3月28日  | 九州屈指の人気エリア！宮崎県サーフゲーム                                 | 宮崎県                          | 堀田光哉、松岡豪之                          |        |
| 282    | 4月4日   | ヤリイカ・寒サバ・オニカサゴ 千葉県外房の高級魚を釣る                    | 千葉県外房                      | 鈴木新太郎、松田竜也                        |        |
| 283    | 4月11日  | 釣りの醍醐味 アタリを満喫！シロギス＆マルイカ                            | 東京湾                          | 松元絵里花、飯田純男、鈴木孝                |        |
| 284    | 4月25日  | 玄界灘ヒラマサキャスティングゲーム 第一人者が魅せた大マサとの激闘！      | 福岡県玄界灘                    | 田代誠一郎                                  |        |
| 285    | 5月2日   | そのランカーにめぐり合うまでの軌跡 千葉県内房のシーバスゲーム            | 千葉県内房                      | 辺見哲也                                    |        |
| 286    | 5月9日   | 沖釣りをもっとスリリングに！手軽で人気のライトゲームを満喫               | 関東地方                        | 松本圭一、鈴木新太郎、松元絵里花            |        |
| 287    | 5月16日  | 清流で美しい渓魚に出会う！ミュージシャンの休日                           | 熊本県川辺川                    | 宮沢和史、里見栄正                          |        |
| 288    | 5月23日  | 大自然に包まれ爽快に投げ釣り！隠岐諸島・西ノ島                           | 島根県隠岐諸島・西ノ島          | 日置淳、福島和可菜                          |        |
| 289    | 6月6日   | 鯛ラバと歩む釣り人生 三国モンスターに挑む                                | 福井県三国沖                    | 赤澤康弘                                    |        |
| 290    | 6月13日  | 東北の春を楽しむ！山形県米沢市の渓流釣り                                 | 山形県米沢市                    | 我妻徳雄、松尾智佳子                        |        |
| 291    | 6月20日  | 屋久島海域で大物を目指す！人気のロックフィッシュゲームの世界             | 鹿児島県屋久島海域              | 折本隆由                                    |        |
| 292    | 6月27日  | 神奈川県・真鶴半島ショアエギング 納得のいく1杯を手にすることができるか？ | 神奈川県真鶴半島                | 湯川マサタカ                                |        |
| 293    | 7月4日   | 五島の磯でショアゲームの共演 キャスティング&ジギング                     | 長崎県五島列島                  | 松岡豪之、辺見哲也                          |        |
| 294    | 7月11日  | 大型魚・高級魚も乱舞！話題のスーパーライトジギング                       | 福岡県玄界灘                    | 山本哲人、松元絵里花                        |        |
| 295    | 7月18日  | 人気バサーが初チャレンジ！滋賀県安曇川の鮎の友釣り                       | 滋賀県安曇川                    | 秦拓馬、島啓悟                              |        |
| 296    | 7月25日  | 気軽にライトソルトゲームに出かけよう！静岡県・沼津市                     | 静岡県沼津市                    | 新保明弘、福島和可菜                        |        |
| 297    | 8月1日   | 大型魚、怒涛の乱舞！沖縄県宮古島の泳がせ釣り                             | 沖縄県宮古島                    | 高橋哲也                                    |        |
| 298    | 8月8日   | 水面を割って出る姿に大興奮！夏の浜名湖でブリームゲーム                   | 静岡県浜名湖                    | 福島和可菜、黒田健史                        |        |
| 299    | 8月15日  | 沖縄で船釣り満喫 高級五目&大型タチウオ                                   | 沖縄県沖縄本島                  | 山田純大、高橋哲也                          |        |
| 300    | 8月22日  | アメリカバストーナメントに挑む果てなき夢の原点                           | 中部地方 千葉県                 | 伊豫部健、伊藤巧                            |        |
| 301    | 8月29日  | 大型キハダ捕獲！御蔵島トップウォーターゲーム                             | 東京都御蔵島                    | 鈴木斉                                      |        |
| 302    | 9月5日   | 釣って食べて楽しく女子会！東京湾のタチウオジギング                       | 東京湾                          | 福島和可菜、彼方茜香 松元絵里花、松尾智佳子 |        |
| 303    | 9月12日  | ユムシ捕食パターンを攻略せよ！九州・マダイゲームの新たな可能性           | 九州地方                        | 田辺哲男、折本隆由                          |        |
| 304    | 9月19日  | 夏の日本海で楽しむ 話題のソルトルアーゲーム                              | 福井県日本海沿岸                | 折本隆由、富所潤                            |        |
| 305    | 9月26日  | 富士五湖のへらぶな釣り 海の大物師、没頭する                              | 山梨県河口湖・西湖              | 高橋哲也、伊藤さとし                        |        |
| 306    | 10月3日  | 大阪湾・夏から秋の風物詩 テンヤとジギングでタチウオを狙う！              | 大阪湾                          | 富所潤、吉田昇平、山本啓人                  |        |
| 307    | 10月10日 | チヌ・筏釣りへの誘い 尾鷲湾に潜む大物を狙う！                            | 三重県尾鷲湾                    | 高橋哲也、山本太郎                          |        |
| 308    | 10月17日 | 伊豆稲取の極上金目鯛 釣って食べて至福の時を堪能                          | 静岡県東伊豆町                  | 松本圭一、鈴木新太郎                        |        |
| 309    | 10月24日 | 日本で最初の湖・芦ノ湖 バスフィッシングの面白さを知る                    | 神奈川県芦ノ湖                  | 山木一人、松元絵里花                        |        |
| 310    | 10月31日 | 壱岐島で大アジを狙う 繊細でテクニカルなアジング！                        | 長崎県壱岐島                    | 新保明弘、丹羽喜嗣                          |        |
| 311    | 11月7日  | 新時代のチヌフカセ釣り 山口県徳山の磯                                    | 山口県周南市徳山                | 百合野崇、大知昭                            |        |
| 312    | 11月14日 | 大興奮！鯛ラバゲーム 瀬戸内海のマダイを攻略                              | 香川県瀬戸内海                  | 赤澤康弘、福島和可菜                        |        |
| 313    | 11月21日 | 東京湾の沖釣り名手3人が相模湾真鶴沖のカワハギに初チャレンジ              | 神奈川県真鶴沖                  | 鈴木孝、飯田純男、池田暁彦                  |        |
| 314    | 11月28日 | 晩秋の大阪湾と日本海 魅惑の青物ジギングを満喫！                          | 大阪湾 京都府丹後半島沖         | 山本啓人                                    |        |
| 315    | 12月5日  | 波照間島のビッグゲーム！磯の大物釣りロマン                               | 沖縄県波照間島                  | 高橋哲也、田島司                            |        |
| 316    | 12月12日 | 冬でも快適！ドーム船 楽しく美味しいワカサギ釣り！                        | 山梨県山中湖                    | 井上聡、福島和可菜                          |        |
| 317    | 12月19日 | 大型アイナメを狙い撃て！室蘭ロックフィッシュゲーム                       | 北海道室蘭市                    | 折本隆由                                    |        |
| 318    | 12月26日 | 人気YouTuberの磯釣り入門 大分県米水津のグレ                              | 大分県佐伯市米水津              | 秦拓馬、田中修司                            |        |

| 2020年 | 2020年   | 2020年                                                         | 2020年                      | 2020年                           | 2020年 |
| 回     | 放送日   | サブタイトル                                                   | 釣り場所                    | 釣り人                           |        |
| ------ | -------- | -------------------------------------------------------------- | --------------------------- | -------------------------------- | ------ |
| 319    | 1月9日   | 釣種の垣根を超えた友と楽しむ！ライトスタイル鮎の友釣り         | 福井県足羽川 和歌山県古座川 | 坂本禎、湯川マサタカ             |        |
| 320    | 1月16日  | 冬磯でウキフカセ釣り 名手二人が寒グレと真剣勝負！              | 静岡県西伊豆町 大分県佐伯市 | 田中修司、平和卓也               |        |
| 321    | 1月23日  | ライトタックルで攻める 千葉県外房・極上の寒ビラメ              | 千葉県外房                  | 鈴木新太郎、松尾智佳子           |        |
| 322    | 1月30日  | ソルトウォーターゲームで冬の玄界灘をまるごと楽しむ！           | 福岡県玄界灘                | 松岡豪之、福島和可菜             |        |
| 323    | 2月6日   | ゲーム性が高く、食味も最高！外房と東京湾でフグ釣り！           | 千葉県外房 東京湾           | 松元絵里花、鈴木新太郎、鈴木孝   |        |
| 324    | 2月13日  | 石鯛にかける人生！名手の三日間に密着                           | 長崎県五島列島              | 橋本陽一郎                       |        |
| 325    | 2月20日  | 大型回遊魚との激闘 鹿児島サーフゲーム                          | 鹿児島県吹上浜              | 堀田光哉                         |        |
| 326    | 2月27日  | 追星輝く良型を目指す！岐阜県長良川を名手が攻略                 | 岐阜県長良川                | 島啓悟、小澤剛                   |        |
| 327    | 3月5日   | 謎多き深海の世界 ジギングで巨大アブラボウズを狙う！            | 神奈川県相模湾              | 山本啓人                         |        |
| 328    | 3月12日  | 伊豆半島釣行に密着 グレ釣り王者の神髄に迫る！                  | 静岡県伊豆半島              | 友松信彦                         |        |
| 329    | 3月19日  | 大型連発！千葉県南房のヤリイカ＆オニカサゴ                     | 千葉県南房総市              | 松田竜也、鈴木新太郎、福島和可菜 |        |
| 330    | 3月26日  | 厳冬の三重県尾鷲湾でイカ三昧！                                 | 三重県尾鷲湾                | 富所潤                           |        |
| 331    | 4月2日   | 杉良太郎・純大親子が大物狙い 宮古島の泳がせ釣り                | 沖縄県宮古島                | 杉良太郎、山田純大               |        |
| 332    | 4月9日   | 神秘なる島に巨大アオリイカを求めて 屋久島・ショアエギング      | 鹿児島県屋久島              | 湯川マサタカ                     |        |
| 333    | 4月16日  | 清流の里・岐阜 解禁直後の美しき渓流魚と出会う！                | 岐阜県渓流                  | 島啓悟、井上聡                   |        |
| 334    | 4月23日  | トップで豪快バイト！玄界灘でヒラマサキャスティングゲーム       | 福岡県玄界灘                | 田代誠一郎、福島和可菜           |        |
| 335    | 4月30日  | サラシにひそむ好敵手！魚影濃き五島の海にヒラスズキを追う       | 長崎県五島列島              | 鈴木斉                           |        |
| 336    | 5月7日   | 奥深きヘラブナ釣りの世界！名手2人が冬の間瀬湖を釣る            | 埼玉県間瀬湖                | 西田一知、伊藤さとし             |        |
| 337    | 5月14日  | クロマグロ・キハダ・カジキ・GT！厳選！船からの大物釣り         | 過去の放送の再編集版        |                                  |        |
| 338    | 5月21日  | 手に汗握るファイトを厳選！名手達がショアから大物と真剣勝負！   | 過去の放送の再編集版        |                                  |        |
| 339    | 5月28日  | 静岡県・沼津沖でのコマセマダイ こだわりの技で狙い撃つ！        | 静岡県沼津沖                | 松本圭一                         |        |
| 340    | 6月4日   | 日本の美しい景色と共に！厳選！四季折々の淡水魚との出会い       | 過去の放送の再編集版        |                                  |        |
| 341    | 6月11日  | 非日常が待つ磯釣りの世界 厳選のグレ・チヌ・イシダイ            | 過去の放送の再編集版        |                                  |        |
| 342    | 6月18日  | 夏のイカ釣り特集！多様な釣法で様々なイカを狙う！               | 過去の放送の再編集版        |                                  |        |
| 343    | 6月25日  | 黒潮があたる魅力溢れる海！ターゲット満載の南西諸島を釣る       | 過去の放送の再編集版        |                                  |        |
| 344    | 7月2日   | 山岳渓流でフライフィッシング 群馬県利根川水系のイワナ          | 群馬県奥利根                | 里見栄正                         |        |
| 345    | 7月9日   | 東京湾・内房エリアで満喫！レンタルボートで気軽に旬の魚を狙う   | 東京湾                      | 折本隆由                         |        |
| 346    | 7月16日  | 人気沸騰サーフゲーム 静岡県の浜を釣り歩く                      | 静岡県遠州灘＆駿河湾        | 堀田光哉                         |        |
| 347    | 7月23日  | 美しき渓魚に出会う 渓流ルアーフィッシングの世界                | 新潟県魚野川                | 辺見哲也                         |        |
| 348    | 7月30日  | 夏はシャロー狙い！和歌山県でショアエギング                     | 和歌山県                    | 湯川マサタカ                     |        |
| 349    | 8月6日   | 海底の大物・クエ連発！玄界灘でイカの泳がせ釣り                 | 福岡県玄界灘                | 高橋哲也                         |        |
| 350    | 8月13日  | 沖釣りの魅力満載！千葉県外房で旬の釣りを楽しむ                 | 千葉県外房                  | 鈴木新太郎                       |        |
| 351    | 8月20日  | 日本の夏を彩る香魚！名手二人が岐阜の河川で鮎を楽しむ           | 岐阜県黒川                  | 小澤剛、猿渡俊昭                 |        |
| 352    | 8月27日  | フリースタイルフィッシング 玄界灘、夏の1日を堪能する           | 福岡県玄界灘                | 富所潤                           |        |
| 353    | 9月3日   | 富士五湖・西湖のへらぶな 長竿操り深ダナを狙い打ち              | 山梨県西湖                  | 伊藤さとし、西田一知             |        |
| 354    | 9月10日  | 真夏のバスフィッシング 紀伊半島のダム湖に挑む！                | 紀伊半島                    | 伊豫部健                         |        |
| 355    | 9月17日  | 和歌山県南紀エリアで楽しむ！ライトソルトゲーム                 | 和歌山県南紀地方            | 湯川マサタカ、福島和可菜         |        |
| 356    | 9月24日  | 大阪湾の船釣り人気No.1！ビギナーからベテランまでテンヤタチウオ | 大阪湾                      | 長沢裕、富所潤、辻康雄           |        |
| 357    | 10月1日  | チヌを導く方程式！三重県賀田湾の筏釣り                         | 三重県賀田湾                | 山本太郎                         |        |
| 358    | 10月8日  | 熱海の絶品を求め アマダイ・オニカサゴを狙う！                  | 神奈川県相模湾              | 田崎真也、福島和可菜             |        |
| 359    | 10月15日 | 沖釣りの名手ふたりの共演 タチウオ・ヤリイカの引きを堪能する    | 東京湾 神奈川県相模湾       | 松本圭一、松田達也               |        |
| 360    | 10月22日 | 九州・玄界灘で秋のマダイ タイラバの魅力に迫る2日間             | 福岡県玄界灘                | 赤澤康弘                         |        |
| 361    | 10月29日 | 海との一体感が魅力！気急上昇のカヤックフィッシング             | 神奈川県逗子沖              | 富所潤、福島和可菜               |        |
| 362    | 11月5日  | 豊饒の海でヒラマサキャスティング 新メソッドで良型を狙う        | 福岡県玄界灘                | 田代誠一郎                       |        |
| 363    | 11月12日 | 今が旬！達人が伝授するカワハギ釣りの奥義                       | 東京湾 神奈川県相模湾       | 鈴木孝                           |        |
| 364    | 11月19日 | サーフ＆リバーを攻略！秋田県のシーバスを追う                   | 秋田県雄物川                | 鈴木斉                           |        |
| 365    | 11月26日 | 驚愕！大型高級魚連発 玄界灘の落し込み釣り                      | 福岡県玄界灘                | 高橋哲也、福島和可菜             |        |
| 366    | 12月3日  | 東京湾の新たな風物詩！サワラキャスティングゲーム               | 東京湾                      | 上屋敷隆                         |        |
| 367    | 12月10日 | 大分・米水津の磯 トーナメンター田中修司が魅せる寒グレ          | 大分県米水津湾              | 田中修司                         |        |
| 368    | 12月17日 | 初冬の瀬戸内“絶品”アジ～アジングのすゝめ～                     | 瀬戸内海                    | 丹羽喜嗣、長沢裕                 |        |
| 369    | 12月24日 | 冬の甑島で魅せる！大物釣り師がウキフカセ釣り                   | 鹿児島県甑島列島            | 高橋哲也                         |        |

| 2021年 | 2021年   | 2021年                                                                 | 2021年                           | 2021年                     | 2021年 |
| 回     | 放送日   | サブタイトル                                                           | 釣り場所                         | 釣り人                     |        |
| ------ | -------- | ---------------------------------------------------------------------- | -------------------------------- | -------------------------- | ------ |
| 370    | 1月7日   | 力強く美しい魚体を目指して！高知県四万十川の鮎                         | 高知県四万十川                   | 島啓悟、坂本禎             |        |
| 371    | 1月14日  | 本上まなみが初挑戦！絶景・富士の麓でワカサギ釣り                       | 山梨県山中湖                     | 本上まなみ                 |        |
| 372    | 1月21日  | こだわりのロックショアゲーム 鹿児島県甑島で青物ラッシュ！              | 鹿児島県甑島列島                 | 上津原勉                   |        |
| 373    | 1月28日  | 冬の長崎県/小値賀諸島 荒磯の王者・ヒラスズキを追う！                   | 長崎県小値賀諸島                 | 辺見哲也                   |        |
| 374    | 2月4日   | メダリスト山縣亮太が楽しむ 人気沸騰サーフゲーム                        | 茨城県 千葉県                    | 山縣亮太、黒田寛亮         |        |
| 375    | 2月11日  | 元千葉ロッテ「魂のエース」黒木知宏 南伊豆でグレ釣りを満喫！            | 静岡県南伊豆町                   | 黒木知宏                   |        |
| 376    | 2月18日  | 荒波の千葉県外房で高級魚・寒ビラメに挑む！                             | 千葉県外房                       | 鈴木新太郎、長沢裕         |        |
| 377    | 2月25日  | 志摩半島ジギングゲーム 神出鬼没のビンナガを追う                        | 三重県志摩半島                   | 山本啓人                   |        |
| 378    | 3月4日   | 名手が魅せる 東京湾のコマセマダイ釣り                                  | 東京湾                           | 松本圭一                   |        |
| 379    | 3月11日  | 厳寒期のへらぶな攻略！埼玉県椎の木湖&千葉県富里乃堰                    | 埼玉県椎の木湖 千葉県富里乃堰    | 萩野孝之、吉田康雄         |        |
| 380    | 3月18日  | 早春の本流に大物を目指して！名手が挑む犀川&天竜川                      | 長野県犀川&天竜川                | 井上聡                     |        |
| 381    | 3月25日  | 極上の旬を堪能 早春の外房で寒サバ・ヤリイカ                            | 千葉県外房                       | 鈴木新太郎、松田竜也       |        |
| 382    | 4月1日   | 春の良型キジハタを追え！五島灘の磯でロックフィッシュゲーム             | 長崎県五島灘                     | 折本隆由                   |        |
| 383    | 4月8日   | 電動リールが可能性を広げる 春の九州で青物ジギングゲーム！              | 福岡県玄界灘 大分県豊後水道      | 松岡豪之                   |        |
| 384    | 4月22日  | 魚種豊かなフィールド 鹿児島県錦江湾で良型チヌを狙う！                  | 鹿児島県錦江湾                   | 百合野崇                   |        |
| 385    | 4月29日  | バスフィッシング 春の千葉・高滝湖徹底攻略法                            | 千葉県高滝湖                     | 黒田健史                   |        |
| 386    | 5月6日   | 大型ヒラマサ豪快バイト！玄界灘・春のヒラマサキャスティング             | 福岡県玄界灘                     | 田代誠一郎、柴田治幸       |        |
| 387    | 5月13日  | 本州最北端・下北半島 ジギングでサクラマスを狙う                        | 青森県下北半島                   | 山本啓人、福島和可菜       |        |
| 388    | 5月20日  | 春の良型アオリイカを狙え 関東でティップエギング！                      | 東京湾 神奈川県相模湾            | 富所潤                     |        |
| 389    | 6月3日   | フライフィッシングの聖地・中禅寺湖 絶景に包まれてレイクトラウトを狙う  | 栃木県中禅寺湖                   | 安田龍司                   |        |
| 390    | 6月10日  | 超人気河川を攻略！山梨県桂川のルアーフィッシング                       | 山梨県桂川                       | 辺見哲也                   |        |
| 391    | 6月17日  | 価値あるブリに感激！島根県隠岐島でロックショアゲーム                   | 島根県隠岐島                     | 鈴木斉                     |        |
| 392    | 6月24日  | 大自然の中で美しい渓魚と戯れる！名手が魅せる岩手県のフライフィッシング | 岩手県                           | 里見栄正                   |        |
| 393    | 7月1日   | 尾鷲湾で爽快ボートフィッシング 巨大アオリイカ・マダイを狙う！          | 三重県尾鷲湾                     | 富所潤、長沢裕             |        |
| 394    | 7月8日   | 山下健二郎 山口県阿武川ダムへ 初夏の1日をバスフィッシングに没頭        | 山口県阿武川                     | 山下健二郎、秦拓馬         |        |
| 395    | 7月15日  | 独自の生態系を育む有明海 長崎県島原半島でシーバスを追う                | 長崎県島原半島                   | 嶋田仁正                   |        |
| 396    | 7月22日  | 伝統釣法テンカラ 美しき渓流魚と戯れる                                  | 栃木県日光市                     | 石垣尚男、福島和可菜       |        |
| 397    | 7月29日  | 夏が旬 最高級ケンサキイカ 福井県東尋坊沖でメタルスッテゲーム           | 福井県三国町沖                   | 木花漣、富所潤             |        |
| 398    | 8月5日   | 初心者でも簡単入門！和歌山県南紀エリアのチョイ投げ釣り                 | 和歌山県串本町                   | 湯川マサタカ、池山智瑛     |        |
| 399    | 8月12日  | 九頭竜川で豪快瀬釣り！同世代の鮎釣り名手が大河川を満喫                 | 福井県九頭竜川                   | 小澤剛、坂本禎             |        |
| 400    | 8月19日  | 五郎丸歩・大型キハダマグロとのパワーファイト！伊豆諸島沖でキハダゲーム | 東京都伊豆諸島沖                 | 五郎丸歩、鈴木斉           |        |
| 401    | 8月26日  | 神奈川県・西湘エリア 夏のサーフゲームを満喫！                          | 神奈川県西湘地区                 | 堀田光哉、黒田寛亮         |        |
| 402    | 9月2日   | ドラゴンを狙え！聖地・大阪湾でテンヤタチウオ3名手の競演                | 大阪湾                           | 吉田昇平、松本圭一、富所潤 |        |
| 403    | 9月9日   | 男女群島でロックショアゲーム 絶海に棲む大物との真っ向勝負！            | 長崎県男女群島                   | 上津原勉                   |        |
| 404    | 9月16日  | 初心者から熟練者まで様々な楽しみ方があるへらぶな釣り                   | 利根川水系 荒川水系 埼玉県間瀬湖 | 伊藤さとし、西田一知       |        |
| 405    | 9月23日  | 初心者でも驚愕の釣果 九州・玄界灘で鯛ラバゲーム！                      | 福岡県玄界灘                     | 赤澤康弘、長沢裕           |        |
| 406    | 9月30日  | 関西名物・タチウオ&青物ジギング 明石〜鳴門海峡で好釣果！               | 兵庫県明石市 徳島県鳴門海峡      | 山本啓人                   |        |
| 407    | 10月7日  | 相模湾でライトオフショアゲーム 黒潮からの回遊魚を狙う！                | 神奈川県相模湾                   | 鈴木斉、椙尾和義           |        |
| 408    | 10月14日 | イワシの群れを追う！瀬戸内海で鯛ラバゲーム                             | 広島県広島湾                     | 赤澤康弘                   |        |
| 409    | 10月21日 | 名手2人が楽しみながら攻略！和歌山県のライトソルトゲーム                | 和歌山県                         | 湯川マサタカ、丹羽喜嗣     |        |
| 410    | 10月28日 | 北の大地でフライフィッシング 雄大な流れにニジマスを求めて              | 北海道尻別川&十勝川              | 安田龍司                   |        |
| 411    | 11月4日  | 東京湾で釣って食らう！カワハギ・フグの釣法を伝授                       | 千葉県勝山沖                     | 鈴木孝                     |        |
| 412    | 11月11日 | ビッグバスを狙って捕れ！和歌山県・合川ダム                             | 和歌山県合川ダム                 | 奥田学                     |        |
| 413    | 11月18日 | 連発！幻の魚に大型高級魚 玄界灘の落し込み釣り                          | 福岡県玄界灘                     | 高橋哲也、福島和可菜       |        |
| 414    | 11月25日 | ランカーサイズ乱舞！東京湾奥ボートシーバスゲーム                       | 東京湾奥                         | 嶋田仁正                   |        |
| 415    | 12月2日  | ライトタックルでスリル満点 千葉県外房で寒ビラメを狙う！                | 千葉県外房                       | 鈴木新太郎、長沢裕         |        |
| 416    | 12月9日  | 北の大地の好敵手に挑む！北海道のロックフィッシュゲーム                 | 北海道                           | 折本隆由                   |        |
| 417    | 12月16日 | 相模湾の美味なる赤い宝石 アマダイ・オニカサゴに挑む！                  | 神奈川県相模湾                   | 松本圭一、長沢裕           |        |
| 418    | 12月23日 | 磯釣り師あこがれの宇和海に大型のグレを求めて                           | 愛媛県宇和海                     | 黒木知宏、友松信彦         |        |

| 2022年 | 2022年   | 2022年                                                                             | 2022年                      | 2022年                 | 2022年 |
| 回     | 放送日   | サブタイトル                                                                       | 釣り場所                    | 釣り人                 |        |
| ------ | -------- | ---------------------------------------------------------------------------------- | --------------------------- | ---------------------- | ------ |
| 419    | 1月6日   | これぞ磯釣りのダイナミズム！磯の大物師・男女群島に挑む                             | 長崎県男女群島              | 高橋哲也               |        |
| 420    | 1月13日  | よみがえれ大鮎の聖地！熊本県球磨川の鮎釣り                                         | 熊本県球磨川                | 坂本禎                 |        |
| 421    | 1月20日  | ジギングで寒ブリと豪快ファイト！豊後水道で良型連発！                               | 大分県豊後水道              | 前川泰之、松岡豪之     |        |
| 422    | 1月27日  | 玄界灘ヒラマサキャスティング 第一人者にその極意を学ぶ                              | 福岡県玄界灘                | 福島和可菜、田代誠一郎 |        |
| 423    | 2月3日   | 荒磯のゴーストを追う！五島列島でヒラスズキゲーム                                   | 長崎県五島列島              | 辺見哲也               |        |
| 424    | 2月10日  | 美しい砂浜で心地よくキャスト！宮崎県&大分県の投げ釣り                              | 宮崎県 大分県               | 伊藤幸一               |        |
| 425    | 2月17日  | 大型ビンナガを狙い打ち！三重県志摩沖でトンボジギング                               | 三重県志摩沖                | 松岡豪之、山本啓人     |        |
| 426    | 2月24日  | 奥深きワカサギ釣りの世界 赤城大沼の氷上・河口湖のドーム船                          | 群馬県赤城大沼 山梨県河口湖 | 松田克久、尾崎渚       |        |
| 427    | 3月3日   | 千葉県鴨川沖で高級魚狙い！人気の中深場釣り                                         | 千葉県鴨川沖                | 鈴木新太郎、松田竜也   |        |
| 428    | 3月10日  | ロクマルオナガとの接近戦！高知県鵜来島で大型グレに挑む                             | 高知県鵜来島                | 黒木知宏、森井陽       |        |
| 429    | 3月17日  | クロダイの宝庫・長崎県九十九島 名手二人が寒チヌを狙う！                            | 長崎県九十九島              | 大知昭、百合野崇       |        |
| 430    | 3月24日  | 絶景の駿河湾！春を呼ぶコマセマダイ                                                 | 静岡県駿河湾                | 松本圭一、滝沢沙織     |        |
| 431    | 3月31日  | 尾鷲湾でイカ夜釣り 基礎から学ぶメタルスッテゲーム                                  | 三重県尾鷲湾                | 富所潤、長沢裕         |        |
| 432    | 4月7日   | 聖地で尺アジに挑戦！長崎県壱岐のアジング                                           | 長崎県壱岐島                | 丹羽喜嗣               |        |
| 433    | 4月14日  | 異なる竿でへらぶなと対話 駆け引きの愉楽・釣り味を求めて                            | 和歌山県橋本市              | 伊藤さとし、山彦忍月   |        |
| 434    | 4月28日  | 一つテンヤで乗っ込みマダイ！鹿児島県錦江湾で名手競演                               | 鹿児島県錦江湾              | 鈴木新太郎、折本隆由   |        |
| 435    | 5月5日   | 春の大型ヒラマサに挑む！上五島エリアのロックショアゲーム                           | 長崎県上五島町              | 上津原勉               |        |
| 436    | 5月12日  | 春の東京湾を縦横無尽 多種多彩な魚たちに触れる                                      | 東京湾                      | 富所潤、長沢裕         |        |
| 437    | 5月19日  | 鹿児島県南さつま 沖磯エギング 春先の大型アオリイカを狙う！                         | 鹿児島県南さつま市          | 湯川マサタカ           |        |
| 438    | 5月26日  | 本流尺ヤマメを求めて 宮崎県五ヶ瀬川に名手が挑む                                    | 宮崎県五ヶ瀬川              | 井上聡                 |        |
| 439    | 6月9日   | 春の愛媛県松山沖 マダイの宝庫で鯛ラバゲーム！                                      | 愛媛県松山沖                | 赤澤康弘、長沢裕       |        |
| 440    | 6月16日  | 美しい自然の中で渓魚と出会う！岐阜県長良川水系のルアーフィッシング                 | 岐阜県長良川                | 辺見哲也               |        |
| 441    | 6月23日  | 絶景の島でロックフィッシュゲーム！薩摩硫黄島にスジアラを追う                       | 鹿児島県薩摩硫黄島          | 折本隆由               |        |
| 442    | 6月30日  | 初夏の奈良県・七色ダム 大型のブラックバスを狙う！                                  | 奈良県七色ダム              | 前川泰之、黒田健史     |        |
| 443    | 7月7日   | 泳がせ釣りで真っ向勝負！沖縄県石垣島海域で大物を狙う                               | 沖縄県石垣島                | 高橋哲也、福島和可菜   |        |
| 444    | 7月14日  | 良型イサキにマダイ・キジハタ・他多数！山口県川尻沖でスーパーライトジギング         | 山口県川尻沖                | 山本啓人               |        |
| 445    | 7月21日  | 釣り人の聖地・五島列島 高活性の梅雨グレを狙う！                                    | 長崎県福江島                | 友松信彦               |        |
| 446    | 7月28日  | 魅惑のフィールド・鹿児島 初夏のサーフゲーム！                                      | 鹿児島県                    | 堀田光哉               |        |
| 447    | 8月4日   | 夏の茨城県波崎沖 名手二人が高級魚アカムツを狙う！                                  | 茨城県波崎沖                | 鈴木新太郎、松本圭一   |        |
| 448    | 8月11日  | 美しき清流で名手が鮎と再会！島根県高津川の鮎釣り                                   | 島根県高津川                | 小沢聡、島啓悟         |        |
| 449    | 8月18日  | 灼熱のキハダゲーム！名手二人が宮古島で豪快ファイト                                 | 沖縄県宮古島                | 松岡豪之、鈴木斉       |        |
| 450    | 8月25日  | トップに炸裂真夏の大興奮！熊本県天草のブリームゲーム                               | 熊本県八代海                | 嶋田仁正               |        |
| 451    | 9月1日   | 千葉県・勝山沖 夏のカワハギ釣りを徹底攻略！                                        | 千葉県勝山沖                | 鈴木孝、長沢裕         |        |
| 452    | 9月8日   | レジェンドFly Fisher 夏の山岳渓流を釣り歩く                                        | 岩手県                      | 里見栄正               |        |
| 453    | 9月15日  | ドラゴンサイズ連発！三陸沖テンヤタチウオ                                           | 宮城県追波湾                | 富所潤                 |        |
| 454    | 9月22日  | 島根県出雲エリア 釣りの名手がカゴ釣りに挑戦                                        | 島根県出雲市                | 平和卓也               |        |
| 455    | 9月29日  | 水面を割る豪快バイト！トップウォーターゲームの魅力                                 | 過去の放送の再編集版        | 過去の放送の再編集版   |        |
| 456    | 10月6日  | ビッグバスを追い求める求道者 初秋に高知県のダム湖に挑む！                          | 高知県大渡ダム&早明浦ダム   | 奥田学                 |        |
| 457    | 10月13日 | 自然豊かな湖で良型へらぶな 群馬県鮎川湖                                            | 群馬県鮎川湖                | 西田一知               |        |
| 458    | 10月20日 | 静岡県沼津を中心とした伊豆エリア ライトソルトゲームを楽しむ！                      | 静岡県沼津市                | 新保明宏、長沢裕       |        |
| 459    | 10月27日 | 多彩な魚種と大物の宝庫 長崎県男女群島の磯ビッグゲーム！                            | 長崎県男女群島              | 高橋哲也               |        |
| 460    | 11月3日  | 秋の東北・秋田県男鹿半島 短きエギングシーズンを満喫！                              | 秋田県男鹿半島              | 湯川マサタカ           |        |
| 461    | 11月10日 | 秋の北海道にニジマスを追う 大自然を嗜むフライフィッシング                          | 北海道十勝川                | 安田龍司、高橋克典     |        |
| 462    | 11月17日 | 初心者から名手までを魅了する東京湾のボートシーバスゲーム                           | 東京湾                      | 家田成大、福島和可菜   |        |
| 463    | 11月24日 | 投げ釣りの冬シーズン突入！北海道・道南で大型カレイが乱舞                           | 北海道道南地方              | 日置淳                 |        |
| 464    | 12月1日  | 大物と真っ向勝負！長崎県江島のロックショアゲーム                                   | 長崎県江島                  | 上津原勉               |        |
| 465    | 12月8日  | 大型オナガグレと圧巻のファイト！魂のエース・リベンジへの軌跡                       | 高知県鵜来島                | 黒木知宏、岡崎保仁     |        |
| 466    | 12月15日 | 熊本県上天草市 有明海オフショアゲーム 一本のマルチなロッドで様々な魚種を狙い撃つ！ | 熊本県有明海                | 鈴木斉、長沢裕         |        |
| 467    | 12月22日 | 大型ハタとのパワー勝負！沖縄県伊江島沖で泳がせ釣り                                 | 沖縄県伊江島沖              | 高橋哲也               |        |
| 468    | 12月29日 | 繊細なアタリに酔いしれる 山梨県山中湖でワカサギ釣り！                              | 山梨県山中湖                | 尾崎渚、福島和可菜     |        |

| 2023年 | 2023年   | 2023年                                                                        | 2023年                      | 2023年                   | 2023年 |
| 回     | 放送日   | サブタイトル                                                                  | 釣り場所                    | 釣り人                   |        |
| ------ | -------- | ----------------------------------------------------------------------------- | --------------------------- | ------------------------ | ------ |
| 469    | 1月5日   | 四国の大河・吉野川 力強い流れに名手2人が尺鮎を追う                            | 徳島県吉野川                | 坂本禎、小澤剛           |        |
| 470    | 1月12日  | 岡山県沖で鯛ラバゲーム！紹介頻度の少なかった県でマダイと旅情を味わう          | 岡山県沖                    | 赤澤康弘、長沢裕         |        |
| 471    | 1月19日  | 良型ブリが乱舞！三重県鳥羽沖のジギング                                        | 三重県鳥羽沖                | 山本啓人、鈴木斉         |        |
| 472    | 1月26日  | 身近になった深海の世界 名手二人がアコウダイを狙う！                           | 千葉県犬吠埼沖              | 松本圭一、鈴木新太郎     |        |
| 473    | 2月2日   | 和歌山県でインショアゲーム！アジング＆エギングの名手が大満悦                  | 和歌山県                    | 湯川マサタカ、丹羽喜嗣   |        |
| 474    | 2月9日   | 厳寒期ならではの楽しさ！管理池＆野釣りのへらぶな                              | 千葉県&静岡県               | 伊藤さとし、西田一知     |        |
| 475    | 2月16日  | 愛媛県宇和島エリア北灘のカセ釣り 厳寒期の巨大チヌを狙う！                     | 愛媛県宇和島市              | 山本太郎、長沢裕         |        |
| 476    | 2月23日  | 冬の東京湾で大興奮！マアジ・マダイをコマセ釣りで狙う                          | 東京湾                      | 松本圭一、福島和可菜     |        |
| 477    | 3月2日   | 名手が奮闘！ジギングで狙う北海道のサクラマス                                  | 北海道恵山沖                | 山本啓人                 |        |
| 478    | 3月9日   | チヌ釣りが紡いだ家族愛 レジェンドチヌ師の親子釣行                             | 広島県大崎上島              | 大知昭、大知正人         |        |
| 479    | 3月16日  | カジキ・キハダとの激闘！沖縄・石垣島でビッグゲーム                            | 沖縄県石垣島                | 高橋哲也                 |        |
| 480    | 3月23日  | ビギナーでも楽しめるエリアトラウト！釣って食べてキャンプ女子会                | 埼玉県皆野町                | 福島和可菜、長沢裕       |        |
| 481    | 3月30日  | 孤高のアングラーが追い求める磯場のヒラスズキゲームに密着                      | 長崎県五島列島              | 松岡豪之、早川知芳       |        |
| 482    | 4月6日   | 絶景の富山湾を満喫！アカムツ・スルメイカ他豪華リレー                          | 富山県富山湾                | 富所潤                   |        |
| 483    | 4月13日  | 東京湾春のインショアゲーム アングラー女子2人が多種多様な魚を愉しむ            | 東京湾                      | 福島和可菜、長沢裕       |        |
| 484    | 4月27日  | 北海道でフライフィッシング 海と河川で良型アメマスを追う！                     | 北海道                      | 安田龍司                 |        |
| 485    | 5月4日   | スペシャリストが本気で楽しむ 九州のヤマメとアマゴ                             | 宮崎県五ヶ瀬川&大野川       | 井上聡、大沢健治         |        |
| 486    | 5月11日  | 春の大型アオリイカ その1杯を手にするための鍵                                  | 長崎県平戸市                | 湯川マサタカ             |        |
| 487    | 5月18日  | 日本海の良型を名手が狙う！新潟県柏崎沖の鯛ラバ                                | 新潟県柏崎沖                | 赤澤康弘                 |        |
| 488    | 5月25日  | 鹿児島県/豊饒の海でサーフゲーム 薩摩半島の至宝、ヒラメを求めて                | 鹿児島県                    | 堀田光哉                 |        |
| 489    | 6月1日   | 春のショアソルトゲーム 有明海・八代海で多魚種を狙う                           | 熊本県有明海&八代海         | 嶋田仁正                 |        |
| 490    | 6月8日   | 山形県飛島でロックショアゲーム！春磯に大型ヒラマサを求めて                    | 山形県飛島                  | 上津原勉                 |        |
| 491    | 6月15日  | 魅力あふれる海で良型グレを狙う！高知県沖の島                                  | 高知県沖の島                | 平和卓也                 |        |
| 492    | 6月22日  | 磯の怪物石鯛 遠投釣法で狙い撃つ！                                             | 長崎県対馬 鹿児島県大隅半島 | 中出一也                 |        |
| 493    | 6月29日  | 四国のリザーバーで挑む！愛媛県金砂湖のビッグバス                              | 愛媛県金砂湖                | 奥田学                   |        |
| 494    | 7月6日   | 静岡県浜名湖 初夏のインショアゲームを存分に楽しむ                             | 静岡県浜名湖                | 黒田健史、家田成大       |        |
| 495    | 7月13日  | 岩手県で渓流ルアーフィッシング 初夏の気仙川水系で渓流魚を狙う                 | 岩手県気仙川                | 佐藤文紀                 |        |
| 496    | 7月20日  | 高級魚乱舞！名手も夢中になる兵庫県姫路市の海上釣堀                            | 兵庫県姫路市                | 北条公哉、長沢裕         |        |
| 497    | 7月27日  | 中国地方の二つのダム湖へ ビッグベイトが切り開くビッグバスへの道               | 広島県神龍湖&弥栄湖         | 秦拓馬                   |        |
| 498    | 8月3日   | 富士五湖・精進湖で大型へらぶな狙い！名手二人が春の山上湖を楽しむ              | 山梨県精進湖                | 伊藤さとし、吉田康雄     |        |
| 499    | 8月10日  | ニュージーランドのキングフィッシュ① エサ&ルアーの名手が魅せるビッグファイト！ | ニュージーランド            | 高橋哲也、鈴木斉         |        |
| 500    | 8月17日  | ニュージーランドのキングフィッシュ② エサ&ルアーで磯の大型ヒラマサを釣る！     | ニュージーランド            | 高橋哲也、鈴木斉         |        |
| 501    | 8月24日  | 美しき天然遡上鮎に歓喜！北海道厚沢部川の友釣り                                | 北海道厚沢部川              | 島啓悟、坂本禎           |        |
| 502    | 8月31日  | 目指せ！ドラゴンサイズ 夏の伊勢湾口でテンヤタチウオ                           | 愛知県伊勢湾口              | 富所潤、福島和可菜       |        |
| 503    | 9月7日   | 真夏の大阪湾・和歌山港 インショアゲームを楽しみ尽くす                         | 大阪湾 和歌山県和歌山港     | 湯川マサタカ、山本啓人   |        |
| 504    | 9月14日  | 大人の休暇の楽しみ方 “壱岐島”ルアーでクロダイ                                 | 長崎県壱岐島                | 嶋田仁正                 |        |
| 505    | 9月21日  | 人気沸騰！メタルスッテゲーム 鳥取市沖でケンサキイカを狙う！                   | 鳥取県鳥取市                | 富所潤、長沢裕           |        |
| 506    | 9月28日  | 青森県八戸エリア ロックフィッシュゲーム 真夏の大型アイナメを徹底攻略！        | 青森県八戸市                | 折本隆由                 |        |
| 507    | 10月5日  | 韓国の海面でヒラマサ乱舞！韓国南部でヒラマサキャスティングゲーム              | 韓国南部                    | 田代誠一郎               |        |
| 508    | 10月12日 | トップウォーターでスジアラ狙い！鹿児島県甑島・ロックショアゲーム              | 鹿児島県甑島列島            | 上津原勉                 |        |
| 509    | 10月19日 | 絶景の山梨県山中湖 収穫の秋を求めてワカサギ釣りに興じる                       | 山梨県山中湖                | 尾崎渚、長沢裕           |        |
| 510    | 10月26日 | 晩夏の長崎県九十九島 多島美広がる海域でインショアゲーム                       | 長崎県九十九島              | 黒田健史、一木花漣       |        |
| 511    | 11月2日  | 母なる湖 滋賀県琵琶湖 ビワマスジギングに挑戦！                                | 滋賀県琵琶湖                | 山本啓人                 |        |
| 512    | 11月9日  | 新たなるフィールドを楽しむ！北海道のショアエギング                            | 北海道道南地方              | 湯川マサタカ             |        |
| 513    | 11月16日 | 秋深まる香川高松沖タイラバ釣行 葉加瀬太郎が海を奏でる♫                        | 香川県高松沖                | 葉加瀬太郎、赤澤康弘     |        |
| 514    | 11月23日 | 秋の北九州でイワシを追え！響灘で大物を狙い落し込み釣り                        | 福岡県響灘                  | 高橋哲也、福島和可菜     |        |
| 515    | 11月30日 | 初秋の愛媛県宇和海エリア 磯釣りのエキスパートが競演！                         | 愛媛県五神&日振島           | 森井陽、田中修司         |        |
| 516    | 12月7日  | 名手ふたり未知なるエリア瀬戸内海へ スナイパー釣法でカワハギを探求する         | 岡山県瀬戸内海              | 鈴木孝、佐々木健仁       |        |
| 517    | 12月14日 | 秋の東京湾ボートシーバスゲーム 大型ルアーで巨大シーバスを狙う！               | 東京湾                      | 奥田学、鈴木斉、家田成大 |        |
| 518    | 12月21日 | 家康に愛された魚・アマダイ エサ&鯛ラバで高級魚を楽しむ                        | 相模湾&日本海               | 松本圭一、赤澤康弘       |        |
| 519    | 12月28日 | 名手が夢みる魅力あるフィールド！鹿児島県黒島の磯釣り                          | 鹿児島県黒島                | 平和卓也                 |        |

| 2024年 | 2024年   | 2024年                                                                        | 2024年                       | 2024年                       | 2024年 |
| ------ | -------- | ----------------------------------------------------------------------------- | ---------------------------- | ---------------------------- | ------ |
| 520    | 1月4日   | ニュージーランド釣行③ 磯&船からヒラマサ・マダイ他豪快ファイト！               | ニュージーランド             | 高橋哲也、鈴木斉             |        |
| 521    | 1月11日  | 夢のサイズが叶う場所！熊本県球磨川の尺鮎                                      | 熊本県球磨川                 | 坂本禎                       |        |
| 522    | 1月18日  | 南の楽園 石垣島のショアエギング 価値ある一杯を求めて                          | 沖縄県石垣島                 | 湯川マサタカ                 |        |
| 523    | 1月25日  | 水中イメージを膨らませる 冬の神奈川県・剣崎沖でコマセマダイ                   | 神奈川県剣崎沖               | 松本圭一、長沢裕             |        |
| 524    | 2月1日   | 磯釣り師になった魂のエース 長崎県五島列島でグレ釣りバカンス                   | 長崎県五島列島               | 黒木知宏、森井陽             |        |
| 525    | 2月8日   | 名手が伝授！外房のライトヒラメの世界                                          | 千葉県大原沖                 | 鈴木新太郎、福島和可菜       |        |
| 526    | 2月15日  | 冬の瀬戸内海 名手二人がインショアゲーム満喫！                                 | 岡山県瀬戸内海               | 丹羽喜嗣、湯川マサタカ       |        |
| 527    | 2月22日  | 室蘭&三陸エリア 冬のロックフィッシュゲーム 厳寒期の人気種アイナメを徹底攻略！ | 北海道室蘭市 岩手県三陸沖    | 折本隆由                     |        |
| 528    | 2月29日  | 幻の巨大魚カンナギを追う 石垣島沖の深場で泳がせ釣り                           | 沖縄県石垣島                 | 高橋哲也                     |        |
| 529    | 3月7日   | 北海道朱鞠内湖 氷上からワカサギを狙う！                                       | 北海道朱鞠内湖               | 松田克久、尾崎渚             |        |
| 530    | 3月14日  | もっと手軽に！もっと真剣に！和歌山県・南紀白浜の海上釣堀                      | 和歌山県南紀白浜             | 北条公哉、福島和可菜         |        |
| 531    | 3月21日  | 冬の管理池を名手が攻略！栃木県日光市のへらぶな釣り                            | 栃木県日光市                 | 伊藤さとし                   |        |
| 532    | 3月28日  | 鹿児島県南薩エリア 荒磯のファイター ヒラスズキに挑む！                        | 鹿児島県薩摩半島             | 松岡豪之                     |        |
| 533    | 4月4日   | 世界最高峰のバストーナメント 熱きプロアングラーの戦いに密着（前編）           | バスマスターエリートシリーズ | 伊藤巧                       |        |
| 534    | 4月11日  | 世界最高峰のバストーナメント 熱きプロアングラーの戦いに密着（後編）           | バスマスターエリートシリーズ | 伊藤巧                       |        |
| 535    | 4月25日  | 雪中の渓流にイワナを求めて 群馬県利根川水系でフライフィッシング               | 群馬県利根川                 | 里見栄正                     |        |
| 536    | 5月2日   | 早春の西伊豆エリア 渓流釣り 解禁明けのアマゴと戯れる！                        | 静岡県西伊豆渓流             | 井上聡、長沢裕               |        |
| 537    | 5月9日   | 北海道は投げ釣りカレイ天国！数・型・多種のカレイを堪能する                    | 北海道道南地方               | 日置淳                       |        |
| 538    | 5月16日  | 2人のエキスパートが魅せる 和歌山湾インショアアジング                          | 和歌山県和歌山湾             | 丹羽喜嗣、阿部健司郎         |        |
| 539    | 5月23日  | 春の大型アオリイカを求めて！長崎県五島灘でティップエギング                    | 長崎県五島灘                 | 富所潤                       |        |
| 540    | 5月30日  | 春の乗っ込みシーズン到来！ 山口県周防大島 クロダイ磯フカセ釣行                | 山口県周防大島               | 百合野崇、山口美咲           |        |
| 541    | 6月6日   | レンタルボートで挑む！三島湖&戸面原ダムのバスフィッシング                     | 千葉県三島湖&戸面原ダム      | 田辺哲男                     |        |
| 542    | 6月13日  | 東京湾 江戸前の釣りを堪能                                                     | 東京湾                       | 鈴木孝、松本圭一、長沢裕     |        |
| 543    | 6月20日  | 山口県北部エリア ショア&ボートエギング シーズン到来！春の大型アオリイカに挑む | 山口県北部                   | 湯川マサタカ                 |        |
| 544    | 6月27日  | へらぶな＆ナマズ・コイ 海の大物師・淡水でのべ竿を楽しむ                       | 埼玉県椎の木湖 茨城県霞ヶ浦  | 高橋哲也、吉田康雄           |        |
| 545    | 7月4日   | 夏の風物詩 鮎の解禁！ 名手が楽しむ滋賀県安曇川&岐阜県長良川                   | 滋賀県安曇川 岐阜県長良川    | 島啓悟、小澤剛               |        |
| 546    | 7月11日  | サワラ・ブリ狙いで大興奮！初夏の大阪湾でインショアゲーム                      | 大阪湾                       | 黒田健史、一木花漣、角井良隆 |        |
| 547    | 7月18日  | 五島の磯でイシダイ連発劇！南方宙釣りの本領発揮                                | 長崎県五島列島               | 橋本陽一郎                   |        |
| 548    | 7月25日  | 北海道洞爺湖に魅せられて 夏季解禁 トラウトフィッシング                        | 北海道洞爺湖                 | 佐藤文紀                     |        |
| 549    | 8月8日   | 長野県初夏の軽井沢 エリアトラウト女子旅 アウトドアライフを満喫！              | 長野県軽井沢                 | 福島和可菜、長沢裕           |        |
| 550    | 8月15日  | 奄美大島のショアGT 熱き男たちのチャレンジを追う！                             | 鹿児島県奄美大島             | 上津原勉、坂田省悟           |        |
| 551    | 8月22日  | 爽快！夏の投げ釣り入門 淡路島にシロギスを求めて                               | 兵庫県淡路島                 | 日置淳、長沢裕               |        |
| 552    | 8月29日  | 紀伊水道 ライトタックルで落し込み                                             | 和歌山県紀伊水道             | 高橋哲也、吉田昇平           |        |
| 553    | 9月5日   | 南の楽園 沖縄県石垣島で大人の夏休み ショアソルト&カヤックフィッシングに挑戦！ | 沖縄県石垣島                 | 湯川マサタカ、福島和可菜     |        |
| 554    | 9月12日  | 五郎丸歩がキハダゲームに挑戦 宮古島でキハダマグロ乱舞！                       | 沖縄県宮古島                 | 五郎丸歩、鈴木斉             |        |
| 555    | 9月19日  | シーズンイン！数も型も大満足 福井県のメタルスッテゲーム                       | 福井県三国沖&敦賀沖          | 富所潤、角井良隆、長沢裕     |        |
| 556    | 9月26日  | 大型の強烈な引きに耐えろ！神秘の海・屋久島周辺で泳がせ釣り                    | 鹿児島県屋久島               | 高橋哲也                     |        |
| 557    | 10月3日  | 名手二人が攻略する 良型乱舞！山形県鶴岡沖の鯛ラバ                             | 山形県鶴岡沖                 | 赤澤康弘、中村彩             |        |
| 558    | 10月10日 | 秋の風物詩 北海道網走沖 サケの船釣りに挑戦！                                  | 北海道網走沖                 | 富所潤、福島和可菜           |        |
| 559    | 10月17日 | 憧れの高知県でカツオゲーム キャスティングで稀にみる爆釣体験！                 | 高知県                       | 田代誠一郎、西川勇気         |        |
| 560    | 10月24日 | 大興奮のトップゲーム！熊本県天草のチニング                                    | 熊本県天草市                 | 黒田健史、一木花漣           |        |
| 561    | 10月31日 | 伊勢湾インショアゲーム 多彩な魚と触れ合う                                     | 三重県伊勢湾                 | 家田成大                     |        |
| 562    | 11月7日  | 愛知県知多郡伊勢湾沖 奥深き太刀魚ジギングの世界                               | 愛知県伊勢湾沖               | 山本啓人                     |        |
| 563    | 11月14日 | 秋田県のサーフゲームで高級魚！第一人者が初訪問エリアを攻略                    | 秋田県出戸浜&釜谷浜          | 堀田光哉                     |        |
| 564    | 11月21日 | 釣りの喜びが食の喜びを運ぶ 東京湾で旬のワラサとカワハギを狙う！               | 東京湾                       | 松本圭一、鈴木孝、高橋善郎   |        |
| 565    | 11月28日 | 大物との豪快ファイトを厳選！夢を追った名手たちの軌跡を辿る                    | 過去の放送の再編集版         |                              |        |
| 566    | 12月5日  | 静岡県御前崎 鯛ラバゲーム 幻の高級魚 シロアマダイを狙う！                     | 静岡県御前崎沖               | 赤澤康弘、福島和可菜         |        |
| 567    | 12月12日 | 自然を愛するフライフィッシャー 北海道にネイティブトラウトを狙う               | 北海道屈斜路湖               | 安田龍司                     |        |
| 568    | 12月19日 | 福島県沖で一つテンヤマダイ 魚影濃厚な豊饒の海に驚愕！                         | 福島県富岡町                 | 折本隆由、鈴木新太郎         |        |
| 569    | 12月26日 | 長崎県対馬 ヒラスズキゲーム サラシの奥に潜む王者を狙い撃つ！                  | 長崎県対馬市                 | 鈴木斉                       |        |

### 2025年
| 回  | 放送日  | サブタイトル                                                                                     | 釣り場所                      | 釣り人                       |
| --- | ------- | ------------------------------------------------------------------------------------------------ | ----------------------------- | ---------------------------- |
| 570 | 1月9日  | 長磯のオオカミとの激闘！静岡県下田沖磯にシマアジを追う                                           | 静岡県下田沖                  | 平和卓也                     |
| 571 | 1月16日 | 大鮎育む九州の清流 大分県三隈川水系で尺鮎狙い                                                    | 大分県三隈川                  | 島啓悟、坂本禎               |
| 572 | 1月23日 | 高級魚の宝庫！福岡県北九州沖のライト泳がせ                                                       | 福岡県北九州沖                | 鈴木新太郎、長沢裕           |
| 573 | 1月30日 | 魂のエースが名手と共演！大分県米水津の磯釣り                                                     | 大分県米水津                  | 黒木知宏、田中修司           |
| 574 | 2月6日  | 山梨県西湖 冬の風物詩 ワカサギ釣りに興じる！                                                     | 山梨県西湖                    | 尾崎渚                       |
| 575 | 2月13日 | 牡蠣筏で尺アジ連発！冬の愛媛県御荘湾でアジング                                                   | 愛媛県御荘湾                  | 丹羽喜嗣、阿部健司郎         |
| 576 | 2月20日 | 9m×9mにあるドラマ ようこそ海上釣堀の世界へ                                                       | 兵庫県家島諸島                | 北条公哉、吉田昇平           |
| 577 | 2月27日 | ビッグベイトで炸裂！東京湾冬のシーバスゲーム                                                     | 東京湾                        | 奥田学、家田成大             |
| 578 | 3月6日  | ライトエギングを楽しもう！山口県周防大島でケンサキイカ狙い                                       | 山口県周防大島                | 湯川マサタカ                 |
| 579 | 3月13日 | 名手が初フィールドに挑戦！三重県鳥羽沖で寒ビラメを狙う                                           | 三重県鳥羽沖                  | 鈴木新太郎                   |
| 580 | 3月20日 | 興奮が止まらない！徳島県中南部のヤエン釣り                                                       | 徳島県中南部                  | 日置淳、森井陽               |
| 581 | 3月27日 | 冬の玄界灘 電動ジギング釣行 パワフルな電動タックルシステムで大物を狙う！                         | 福岡県玄界灘                  | 松岡豪之、福島和可菜         |
| 582 | 4月3日  | キンメ・クロムツ・コマセ五目 相模湾で釣った魚を港で食す                                          | 神奈川県相模湾                | 松本圭一、長沢裕             |
| 583 | 4月10日 | 現代ジギング限界深度の世界 巨大魚アブラボウズを狙う                                              | 静岡県南端海域                | 山本啓人                     |
| 584 | 4月24日 | 良型サイズを名手が狙う！香川県&熊本県のチヌ釣り                                                  | 香川県瀬戸内海 熊本県天草海域 | 内海通人、山口美咲、百合野崇 |
| 585 | 5月1日  | 早春の静岡県静岡市清水港 かかり釣りで良型クロダイを狙う！                                        | 静岡県清水港                  | 山本太郎                     |
| 586 | 5月8日  | 春の大分県別府エリア 女子旅フリースタイル釣行 持ち運び便利なコンボタックルで様々な魚種に出会う！ | 大分県別府市                  | 福島和可菜、長沢裕           |
| 587 | 5月15日 | フライフィッシングで春のヤマメに出会う 群馬県吾妻川水系で師弟が競演                              | 群馬県吾妻川                  | 里見栄正、天海崇             |
| 588 | 5月22日 | 人気のバスフィールド 春の房総リザーバーを攻略する！                                              | 千葉県豊英湖                  | 黒田健史                     |
| 589 | 5月29日 | 瀬戸内海広島エリア 鯛ラバ釣行 春の大型マダイを徹底攻略！                                         | 広島県瀬戸内海                | 赤澤康弘、中村彩             |
| 590 | 6月5日  | 遠投釣法で石鯛に挑む！長崎県対馬の磯で底物勝負                                                   | 長崎県対馬                    | 中出一也                     |
| 591 | 6月19日 | 栃木県日光市の湯川・中禅寺湖 初夏に美しきトラウトを追い求める                                    | 栃木県中禅寺湖&湯川           | 佐藤文紀                     |
| 592 | 7月3日  | 北海道然別湖 フライフィッシング釣行 天空の湖でミヤベイワナに出会う旅                             | 北海道然別湖                  | 安田龍司                     |
| 593 | 7月10日 | ライトソルトゲームで根魚連発！エキスパートが地元伊豆半島を満喫                                   | 静岡県伊豆半島                | 新保明弘                     |
| 594 | 7月17日 | 夏の風物詩鮎解禁！栃木県鬼怒川を名手が攻略                                                       | 栃木県鬼怒川                  | 坂本禎、松田克久             |
| 595 | 7月24日 | ボートとオカッパリで名手が楽しむ！九州へらぶな釣行                                               | 佐賀県北山ダム                | 伊藤さとし                   |
| 596 | 7月31日 | 夏の東京湾×インショアゲーム釣行 湾奥チニングゲーム徹底攻略！                                     | 東京湾                        | 家田成大、長沢裕             |
| 597 | 8月7日  | さかなクンがスロー系ジギング初挑戦 千葉県館山沖でエビスダイを追う                                | 千葉県館山沖                  | さかなクン、山本啓人         |
| 598 | 8月14日 | 名手2人の再会！長崎県二神島のロックショアゲーム                                                  | 長崎県二神島                  | 上津原勉、坂田省悟           |
| 599 | 8月21日 | 群馬県奥利根水系 源流釣り 夏の秘境に潜む大イワナに出会う旅                                       | 群馬県奥利根                  | 井上聡                       |

## スタッフ
- タイトルロゴ:平野壮弦(書道家)
- ナレーター:小山田昇
- 撮影:西邑俊明、坂尾卓哉、中島和彦、川崎耕一
- EED:瀬戸口琴美
- MA:亀掛川幸史
- 音響効果:阿多野正美
- 制作進行:上田智子
- 広報:高松武史（BS-TBS）
- 演出:龍薗栄武、山川鹿太、小林修二、宇田川圭介、阿部耕介、四方隆夫
- プロデューサー:村田浩二、髙安恵司（BS-TBS）
- 制作協力:REC FISH、TBSスパークル[注釈 1]
- 製作著作:BS-TBS